# Renthendorf
Renthendorf là một đô thị thuộc huyện Saale-Holzland, trong bang Thüringen, Đức. Đô thị Renthendorf có diện tích 11,62 km².